# Roy Emerson
Roy Stanley Emerson, avstralski tenisač, * 3. november 1936, Blackbutt, Queensland, Avstralija.
Emerson je osvojil 12 naslovov Grand Slam v kategoriji posameznikov, od tega šest na turnirjih za Prvenstvo Avstralije, ter po dva na turnirjih za Nacionalno prvenstvo ZDA, Amatersko prvenstvo Francije in Prvenstvo Anglije, ob tem pa še 16 naslovov v kategoriji moških dvojic. V svojih petnajstih posamičnih finalih turnirjev za Grand Slam se je po petkrat pomeril z rojakoma Rodom Laverjem in Fredom Stollejem. Vseh pet finalov proti Stolle je dobil, proti Laverju pa je dvakrat zmagal in trikrat izgubil, kar so njegovi edini porazi v petnajstih finalih. V finalih je dvakrat premagal še Arthurja Asha ter po enkrat Kena Fletcherja, Pierra Darmona in Tonyja Rocha. Do danes ostaja edini, ki mu je uspelo zmagati na vseh štirih Grand Slam turnirjih v kategorijah posameznikov in moških dvojic. Poleg tega je z 28 osvojenimi Grand Slami najuspešnejši moški tenisač vseh časov. Leta 1982 je bil sprejet v Mednarodni teniški hram slavnih. 

## Finali Grand Slamov (15)

### Zmage (12)
| Leto | Turnir                           | Nasprotnik v finalu | Rezultat finala         |
| 1961 | Prvenstvo Avstralije             | Rod Laver           | 1–6, 6–3, 7–5, 6–4      |
| 1961 | Nacionalno prvenstvo ZDA         | Rod Laver           | 7–5, 6–3, 6–2           |
| 1963 | Prvenstvo Avstralije (2)         | Ken Fletcher        | 6–3, 6–3, 6–1           |
| 1963 | Amatersko prvenstvo Francije     | Pierre Darmon       | 3–6, 6–1, 6–4, 6–4      |
| 1964 | Prvenstvo Avstralije (3)         | Fred Stolle         | 6–3, 6–4, 6–2           |
| 1964 | Prvenstvo Anglije                | Fred Stolle         | 6–4, 12–10, 4–6, 6–3    |
| 1964 | Nacionalno prvenstvo ZDA (2)     | Fred Stolle         | 6–2, 6–2, 6–4           |
| 1965 | Prvenstvo Avstralije (4)         | Fred Stolle         | 7–9, 2–6, 6–4, 7–5, 6–1 |
| 1965 | Prvenstvo Anglije (2)            | Fred Stolle         | 6–2, 6–4, 6–4           |
| 1966 | Prvenstvo Avstralije (5)         | Arthur Ashe         | 6–4, 6–8, 6–2, 6–3      |
| 1967 | Prvenstvo Avstralije (6)         | Arthur Ashe         | 6–4, 6–1, 6–1           |
| 1967 | Amatersko prvenstvo Francije (2) | Tony Roche          | 6–1, 6–4, 2–6, 6–2      |

### Porazi (3)
| Leto | Turnir                       | Nasprotnik v finalu | Rezultat finala         |
| 1962 | Prvenstvo Avstralije         | Rod Laver           | 8–6, 0–6, 6–4, 6–4      |
| 1962 | Amatersko prvenstvo Francije | Rod Laver           | 3–6, 2–6, 6–3, 9–7, 6–2 |
| 1962 | Nacionalno prvenstvo ZDA     | Rod Laver           | 6–2, 6–4, 5–7, 6–4      |